# Enrico I de Ventimiglia
Enrico I de Ventimiglia (ca. 1230-1308) fue el primer miembro de la noble casa de Ventimiglia, llegada de Liguria, que se asentó en Sicilia. En 1252 contrajo matrimonio con Isabella de Geraci, IX condesa titular del feudo de Geraci y adyacentes, aunque Enrico I de Ventimiglia no utilizó nunca a nombre propio el título de su esposa, conde de Geraci. Este matrimonio fue el punto de partida de los «Ventimiglia de Geraci» o «Ventimiglia de Sicilia».
Enrico era hijo del conde Filippo di Ventimiglia y de Aldisia da Manzano, señora de Carrù, y fue conde de Ventimiglia, del Maro, Geraci e Ischia, señor de Collesano, Gangi y delle Petralie, señor de Gratteri, Isnello, Castel di Lucio, Ipsigro, Fisauli, Belici, Montemaggiore y Caronia. Enrico también fue el fundador de la tierra de Castelbuono y comenzó a erigir el castillo. Expropiado de sus feudos tanto en Sicilia como en Liguria por Carlos I de Anjou, obtuvo su reconocimiento y restitución con el apoyo de Pedro III de Aragón y de la república de Génova. Fue embajador de los aragoneses de Sicilia en Génova en 1300.
Más adelante, la línea troncal de los Ventimiglia de Geraci irá generando nuevas ramas, como los Ventimiglia del Maro, Ventimiglia Granmonte, Ventimiglia de Málaga, Ventimiglia de Buscemi, Ventimiglia Pisa y otras más que se afincarían en distintos lugares e incluso adoptarán sus respectivos escudos de armas, normalmente pequeñas inclusiones en el blasón original de los Ventimiglia, campo de gules con jefe de oro ("di rosso al capo d'oro").

## Títulos
- Conde de Ventimiglia.
- Conde del Maro.
- Conde de Ischia.[2]
- Señor de Bilici y del castillo y de la Foresta Regia di Caronia.
- Señor de Gratteri.[3][4]
- IX conde de Geraci (I de la casa Ventimiglia), maritale nómine.
- Señor de Isnello y San Mauro Castelverde.
- Señor de Collesano, de la ciudad de Polizzi Generosa y Montemaggiore Belsito
- Capitán general de los ejércitos del rey Manfredo.
- Vicario general del Reino de Sicilia.
- Vicario general de Marche y del Ducado de Spoleto.

## Biografía
También conocido como  Arrigo di Ventimiglia, fue el primogénito de Filippo di Ventimiglia y de Aldixia, hija del Marchese de Ceva.
Fue el primer miembro del linaje ligur de los condes de Ventimiglia con dominio feudal efectivo en Sicilia: el establecimiento definitivo de la familia en la isla ocurre a mitad del siglo XIII, con su matrimonio con Isabella de Geraci, segundogénita de Alduino de Geraci, conde de Ischia y señor de Geraci, y de una descendiente de la familia de los Cicala, señores de Polizzi y de Collesano. Las respectivas familias de ambos progenitores estaban fuertemente afincadas en el territorio madonita, aunque en la época de dicho matrimonio, los territorios de Geraci eran de propiedad real.
Reconocido como "dilecto consanguineo et familiari nostro" por el rey Manfredo, el 10 de agosto de 1258 Enrico fue investido por el mismo rey con el señorío de las dos Petralias, el gran feudo formado por Bilici, Gratteri y la Foresta regia di Caronia, reforzando de forma notable su asentamiento en el territorio sobre el que, más adelante, reivindicará los derechos de su esposa. También en esos mismos días y en Nápoles, fue investido conde de Isola Maggiore por el mismo rey. No obstante, hasta 1271, en plena época del dominio de los Anjou, Isabella no seria nominada titular del condado de Geraci, como comitissa Geracii, título jamás utilizado por Enrico ni por su hijo Alduino, que si utilizó el de comte Iscle Maioris, procedente de la herencia de su madre, Isabella.
En otro documento fechado el 21 de noviembre de 1261, dado en Foggia y firmado por dos jueces de la gran corte regia, se da fe de una transacción entre Filippo de Ventimiglia y su hijo Enrico, mencionando a este último como conde de Ventimiglia y de Isola Maggiore.
Enrico I de Ventimiglia jugó un papel de primerísimo orden en la política del rey Manfredo, ostentando el cargo de capitán general en Italia (1258) y vicario de la Marca (1259-1260). Los méritos adquiridos en la corte real fueron probablemente el origen de la tolerancia de que gozaron sus acciones en su área de dominio siciliana; perduran multitud de pruebas testimoniales de su política de continuas y permanentes usurpaciones a las propiedades de la Iglesia de Cefalú, rica terrateniente de la región madonita por la época. El régimen hegemónico que instauró sobre la Iglesia, que controlaba la región madonita, fue en realidad más que un patronato una especie de rígido corsé ejercido implacablemente. Queda constancia de que hizo reparar la techumbre de la iglesia en dos ocasiones, 1261 y 1263, tal y como dejan testimonio algunas inscripciones sobre las vigas. Hasta tal punto ejercía su poder feudal sobre los bienes territoriales eclesiásticos que el propio obispo de Cefalú denunciaba en 1272 que Enrico I de Ventimiglia tenebat dictam ecclesiam occupatam.
En 1262, el papa Urbano IV, queriendo expulsar al rey Manfredo del trono, lanzó una cruzada en su contra, con Roberto de Fiandra como condottiero. Llamó el rey a todos sus barones, que reunió en el Passagio del Garigliano, expulsando a los cruzados franceses a la otra ribera. El 11 de septiembre de 1262 el cronista Da Giovanasso, en una relación de los principales condottieri del ejército Real, menciona al conde de Ventimiglia como uno de los más notables personajes del consejo del rey Manfredo.
En 1263 queda constancia en un documento de que promete a sus hermanos Oddone y Oberto 57 onzas de oro para recuperar libre de toda carga el castillo del Maro, tras una desastrosa situación financiera heredada de Raimondo de Ventimiglia. Firma dicho documento Enrico di Ventimiglia, conde de Isola Maggiore. El 6 de septiembre de ese mismo año, el rey Manfredo ratificó dicho acuerdo.
Con la muerte del rey Manfredo y la llegada del régimen angevino, y a pesar de la buena disposición del rey Carlos de Anjou, Enrico siguió la misma suerte que el resto de la aristocracia gibelina ligada a la dinastía sueva (Hohenstaufen): las dificultades políticas por las que pasó están bien representadas en un proceso del año 1266 que lo obligaba a la devolución al obispo de Cefalù de los bienes usurpados de los pastos de Malvicino, y tienen su momento culminante en el año 1271, con su propio exilio y la confiscación de todos sus bienes por parte del rey, a la sazón Carlos de Anjou. En el momento de su mayor declive, Carlos de Anjou confiscó a Enrico I de Ventimiglia no solo las dos Petralias y Caronia, sino también las tierras de Geraci, Gangi, Castelluzzo, Ypsigrò, Fisaula y Montemaggiore.
Para empeorar la situación, su participación (de Enrico Ventimiglia) y apoyo en la revuelta filo-sueva de Corradino Hohenstaufen terminó con la paciencia del rey, que decidió atajar definitivamente la situación. Tras un tenaz asedio de las tropas angevinas a la Roca de Geraci, Enrico de Ventimiglia no tuvo más remedio que rendir la fortaleza. Fue condenado al exilio y a la confiscación de todos sus bienes.
Se refugió en sus posesiones ligures, esperando tiempos mejores para reconquistar sus posesiones sicilianas. Durante ese periodo tuvo cortas estancias en Valencia, como huésped de la reina Constanza, única hija del ya difunto rey Manfredo y esposa del rey Pedro III de Aragón. En agosto de 1273 acudió a Requena, donde estaba esos días el rey Alfonso X el sabio, para solicitar su regio permiso para abandonar España.
Así, en enero de 1271 y con el conde Enrico en el exilio, Carlos de Anjou repartió el condado de Geraci entre los hermanos Giovanni y Simone de Monfort, hijos de Filipo de Monfort, primo de Carlos de Anjou y su vicario general en Sicilia hasta el año 1267: Giovanni recibió Geraci, Gangi y Castel di Lucio; Simone el resto de los bienes confiscados a Enrico: La Castra ('le fortezze') de San Mauro, Fisauli, Belici y Montemaggiore. Igualmente, a Guglielmo de Mosterio le fueron concedidas las tierras de Gratteri, confiscadas al traidor conde Arrigo Ventimiglia y firmado por el rey Carlos de Anjou, según consta en el Archivo de Nápoles, donde se conserva el documento fechado a 12 de enero de 1278.
Por su parte y en el exilio, en un documento fechado a 4 de enero de 1277, Enrico declaró haber tomado como parte de su herencia paterna el lugar de Aurigo, con su castillo incluido, el castillo de Lerín con sus villas y tierras y el lugar de Cenoa y con fecha de 27 de octubre de ese mismo año, otro documento ilustra la donación que hizo el conde Enrico a la iglesia de ‘S. Stephani de Plausano’ del lugar de Giossanico.
El 7 de agosto de 1281 en un documento público Actum supra castrum Turiae el conde Enrico Ventimiglia fijó en una cantidad determinada, pagada al contado por la comunidad de Toria y que aglutinaba los diversos tributos que hasta entonces tenían que pagar, según las anteriores estipulaciones, fijadas por su padre el conde Filippo de Ventimiglia el 3 de marzo de 1247.
El retorno a Sicilia en 1282 del primogénito de Enrico, Alduino de Ventimiglia, coincidió con el desembarco en la isla de Pedro III de Aragón, después de las denominadas Vísperas Sicilianas, que marcaron el final del dominio angevino en la isla de Sicilia.
No se conoce con exactitud la fecha del regreso de Enrico de Ventimiglia a Sicilia, aunque fue a continuación de formalizar ante notario una deuda con su hermano. A tal efecto, existe un documento público firmado por él en 18 de febrero de 1282 ante el notario del S.P. Fassio en el castillo de Cunio, en el que reconoce haber recibido de su hermano Filippino cierta cantidad de dinero, prometiendo restituirla tras las fiestas de San Michele, ya próximas en esa fecha. Firman como testigos su otro hermano, el conde Oberto, así como todos los hijos de Filippino. Al parecer, Enrico necesitaba el dinero para cubrir los gastos del viaje de su regreso a Sicilia, donde llegó justo antes de las "Vísperas Sicilianas".
Estuvo presente en la coronación de Federico III de Aragón (1296), y de forma activa a pesar de su ya avanzada edad, pues hizo inclinar la balanza de la fidelidad popular hacia el nuevo soberano, que en el año 1300 le confirmó nuevamente en todas sus posesiones, suyas y de su esposa, estableciendo definitivamente el condado de Geraci.
La cancillería genovesa conserva un documento que atestigua la participación de Enrico de Ventimiglia en la misión diplomática que Federico II envió a la república de Génova, después de la derrota naval de Ponza (14 de junio de 1300), en la que figura citado con los títulos de comes Yscle maioris et Geracii.
El 2 de marzo de 1307, un poco antes de morir, Enrico de Ventimiglia reconoció en escritura pública la emancipación de su hijo Guglielmo de Ventimiglia.
El conde Enrico aún vivía en mayo de 1307, cuando el obispo de Cefalú protestó públicamente contra él por el asalto que sufrieron sus clérigos por parte de la familia Ventimiglia durante la procesión a la iglesia de Santa María de Gibilmanna. También se sabe que un mes más tarde, en mayo de 1307, le fue devuelta una viña de Cefalú, confiscada años antes.
Según se ha determinado, Enrico de Ventimiglia debió morir en los albores de 1308, pues se conserva un documento firmado por otro de sus hijos, Guglielmo de Ventimiglia, firmado como «quondam dom. com. Henrici de Vintimilii».
El rey Federico no tuvo entre sus vasallos a nadie que defendiese con mayor tenacidad su Corona como el conde Enrico, tal y como reconoce un gran número de historiadores. Esta actitud quedó claramente manifestada en el transcurso de los acontecimientos ocurridos cuando los Lengiati traicionaron a su rey introduciendo solapadamente al enemigo en el castillo de Langi.
Enrico se casó con la condesa de Benevento, que regresó desde Sicilia hasta Liguria, a los estados del marido, para acabar sus días, tal y como se deduce del documento público del 4 de enero de 1300, bajo el reinado de Federico III de Aragón.
En 1311, se procedió a ejecutar su testamento, en el que Francesco I de Ventimiglia (nieto de Enrico e hijo del difunto Alduino), heredó el condado. Los documentos que se conservan hablan del reparto de sus bienes entre Guglielmo y Nicoló (y otros quince hijos más que al parecer tuvo) y el ya mencionado heredero del condado. Tanto Guglielmo como Nicoló dieron origen a los que más tarde fueron sus propias casas, con importantes ramificaciones europeas.
Según Nicolò Speciale y Jerónimo Zurita, fue quién asedió y destruyó Engio.

### Los Ventimiglia en las Vísperas Sicilianas

#### Situación histórica previa
Unos 20 años antes de la famosa fecha, la siempre frágil e inestable situación política de Sicilia se fue degradando de forma insostenible: los últimos reyes de Sicilia de la dinastía sueva, los Hohenstaufen, no eran del agrado de Roma, y Manfredo Hohenstaufen sufrió la misma consideración que sus antepasados en el trono, entre otras cosas debido a la política de pactos y reconciliación que mantuvo con el mundo sarraceno próximo, siempre con una nostalgia proclive a retomar “su” isla, 200 años antes ferozmente arrebatada a sus ancestros a sangre por los conquistadores normandos.
La Iglesia, siempre contraria a Manfredo, pasó a ser su máximo enemigo cuando, acusándolo de hereje, Alejandro IV llegó a declarar nula su coronación y lo excomulgó, lo que llevó la situación de Sicilia al límite del colapso. Manfredo se defendió de su nuevo e inesperado enemigo, el Papa de Roma, atacando los Estados Papales por norte (alianzas con los gibelinos de Siena) y sur.
En ese momento, el nuevo papa, Urbano IV, buscó un aliado poderoso que pudiese conjurar la amenaza de Manfredo, optando finalmente por Carlos I de Anjou, hermano de Luis IX de Francia, al que  nombró “protector de Roma sin limitación de cargo” y rey de Sicilia.
El  26 de febrero de 1266, en la batalla de Benevento, Manfredo fue derrotado y muerto por Carlos. Fue el final de los Hohenstaufen y el comienzo del periodo Angiovino.
El 1 de julio de 1265 Enrico de Ventimiglia estaba en Valencia, huésped de Constanza, unigénita del rey Manfredo y esposa del infante don Pedro, más tarde Pedro III de Aragón. El objetivo de su visita era solicitar ayuda al rey Jaime el conquistador contra Carlos I de Anjou, que ya se estaba preparando para invadir Italia meridional. El conde Enrico estaba preparado para acudir con sus tropas en ayuda de Manfredo, pero la impaciencia le hizo atacar el ejército angiovino antes de tiempo, con el fatal resultado conocido. Este fue uno de los errores que los cronistas de la época achacaron al soberano

#### Surge el descontento del pueblo: Periodo angevino
Muerto Manfredo, su joven sobrino Conradino, hijo de Conrado IV, intentó hacer valer sus derechos dinásticos al trono de Sicilia, pero tras unas infructuosas alianzas es finalmente derrotado en la Batalla de Tagliacozzo, el 23 de agosto de 1268 y apresado. Tras un proceso judicial no exento de truculentas anomalías, el 29 de octubre de 1268 es decapitado junto a Federico, duque de Austria, el conde Galvano Lancia y Gherardo di Pita. Corradino Capece, nombrado capitán general del Reino de Sicilia en 1267, junto con otros ilustres hombres de armas, como Fadrique y Enrique de Castilla, ambos hermanos de Alfonso X el Sabio, sólo pudieron salvar sus vidas huyendo en barco hasta Túnez, donde ambos hermanos habían estado tiempo atrás al servicio de al-Mustansir, sultán de Túnez.
La participación de Enrico de Ventimiglia en esta revuelta supuso la confiscación total de todas sus posesiones y las de su esposa en Sicilia, que fueron repartidas entre súbditos y familiares de Carlos I de Anjou.
Otros muchos notables de la isla sufren situaciones similares a los Ventimiglia, hasta eliminar o desactivar todo atisbo de resistencia.El nuevo rey Carlos deshizo todas las estructuras autóctonas de poder sicilianas, tanto las locales como las generales del reino. Además, trasladó la capitalidad de la isla desde Palermo a Nápoles. La práctica totalidad del Reino es confiscado, las más de las veces con muertes y violaciones (como en el caso de Giovanni de Prócida), y redistribuido entre los angiovinos, que con total impunidad, actuaban a su antojo.

#### El día del levantamiento: Vísperas Sicilianas (lunes de Pascua, 30 de marzo de 1282)
Como otros señores feudales de la causa de los Hoenstaufen, Enrico de Ventimiglia estuvo forzado al destierro, que en su caso transcurrió entre sus posesiones ligures, con su familia, y en Cataluña y Valencia, con la reina Constanza, situación que aprovechó para convencer primero y coordinar después con su marido, el entonces ya rey Pedro III de Aragón, la toma e inclusión de Sicilia en la Corona de Aragón, que se produciría después del levantamiento popular que más adelante pasó a llamarse las “Vísperas Sicilianas”. En la corte del monarca también estaban Giovanni de Prócida y Ruggiero de Lauria, ambos figuras de gran relevancia en el levantamiento que habría de producirse a continuación. 
En 1281, junto a su hijo Alduino de Ventimiglia, estaba en el castillo di Maro, en Liguria, desde donde se dispusieron a partir para Sicilia, poco antes del 30 de marzo de 1282, el día de las Vísperas, que marcó el final del dominio angevino en la isla de Sicilia.
Más tarde, acompañaron a Pedro III de Aragón en su desembarco y su entrada triunfal en Palermo.
Alduino de Ventimiglia se unió al ejército del rey, como queda constancia por documentos de gastos militares.
El levantamiento popular de las Vísperas Sicilianas fue coordinado de forma directa y visible por Giovanni de Prócida. Pero el historiador Villani, el cual merece toda confianza según Vittorio Angius en su obra Sulle famiglie nobili della monarchia di Savoia, asegura que fueron el conde Enrico de Ventimiglia y el Abad Palmieri los principales instigadores de dicha revuelta. Igualmente, Filodelfo Mugna, en su Teatro genologico delle famiglie nobili titolate feudatarie et antiche de'Regni di Sicilia, afirma que fue el conde Enrico de Ventimiglia junto a otros barones sicilianos los instigadores de las Vísperas.
Pedro III de Aragón se dirigió a la isla y desembarcó en Trápani el 29 de agosto, donde fue recibido por Enrico I de Ventimiglia; el día 30 entró en Palermo, entre vítores y el júbilo de la población y, finalmente, el 8 de septiembre fue coronado por el obispo de Cefalú, feudo adscrito al Condado de Geraci
La guerra que comenzó con las Vísperas concluyó con el tratado de Castelbellota en 1302, que reconocía a Federico III de Aragón como rey de Sicilia.
Estuvo presente en la coronación de Federico III de Aragón (1296), y de forma activa a pesar de su ya avanzada edad, pues hizo inclinar la balanza de la fidelidad popular hacia el nuevo soberano, que en el año 1300 le confirma nuevamente en todas sus posesiones, suyas y de su esposa, estableciendo definitivamente el condado de Geraci.

### Matrimonio y descendencia
En 1252 contrajo matrimonio con su pariente Isabella de Geraci, descendiente y heredera de la Casa de Altavilla, IX condesa titular del feudo de Geraci y adscritos. Se considera que dicho enlace representó el nexo de unión entre las dos casas, independientemente de los lazos de parentesco previos que ya pudiesen existir.
- Alduino de Ventimiglia, X conde de Geraci, que sigue.
- Giovanni, Stratigoto en 1305, que casó Giovanna de Calatafimi pero murió antes el 1311.
- Guglielmo I, barón de Buscemi y Barchino en Sicilia,[42] conde del Maro en Liguria[43][44] Canelli y Loazzolo en Piemonte ("maritale nómine", por herencia de la esposa),[45] capitán de Marsala, que da origen a la rama Ventimiglia de Buscemi y de Passaneto. Casó con Damigella de Canelli (Piemonte) hija de Giordano baron de Canelli, primo del rey Manfredo. Guglielmo I recibió como dote también los feudos de Catuso y Barbo.[46] Tuvieron los siguientes descendientes:[47]
  - Giovanni de Ventimiglia
    - Guglielmo de Ventimiglia

  - Enrico de Ventimiglia, "Enricuccio", heredero universal según testamento del 1341 ante el notario Bartolomeo di Puttua. El rey Ludovico lo inviste barón de Buscemi el 29 de noviembre de 1346.[48]  Casó con doña Eufemia de Monteliano, hija de Riccardo de Monteliano e Isabella di Cosenza,[49] barón de Rocca Nardore y emparentada con las familia Palizzi y Sclafani, con descendencia:
    - Eliana (*01/01/1328 Sciacca). Casó con Perícono de Montcada.[50]
    - Francesco (*27/01/1333 Sciacca), heredero universal según testamento del 1341 ante el notario Bartolomeo de Patti. Casó con Riccadona, hija del mílite Corrado de Manuele.
    - Riccardo (16/09/1334 Sciacca).
      - Enrico Ventimiglia, señor de Buscemi en 1370. En su condición de noble destacado, presta distintos servicios al rey.[51] Esposa una cierta Filippa,[52] con la que tiene la siguiente descendencia:[53]
        - Guglielmo Ventimiglia, señor de Buscemi el 3 de abril de 1408.[53]
          - Gaspare I Ventimiglia, señor de Buscemi. Al morir su único hijo, Giovanni, el señorío pasó a su hermano Francesco.
            - Giovanni Ventimiglia (†Noviembre 1489), de carácter violento, premurió a su padre, siendo joven y sin descendencia.[54]

          - Francesco Ventimiglia, señor de Buscemi el 8 de junio de 1490 por herencia de su hermano Gaspare, que testó el 18 de agosto de 1452.[55] Casó con Catterina Statella, hija y heredera de Riccardo Statella, que aportó el señorío de Passaneto, por el que Gaspare II Ventimiglia tuvo que prestar juramento ante el rey Alfonso en 1453. Tuvieron descendencia:
            - Gaspare II Ventimiglia, señor de Buscemi el 18 de agosto de 1452.[56] Según Xibilia Panusa, la gestión de Gaspare II al frente del señorío de Buscemi (donde ya no moraban de forma permanente) no estuvo a la altura de sus predecesores. Murió el 24 de abril de 1515 en una revuelta ciudadana.[57][58] Casó con Antonina Federico e Balsamo, con descendencia:
              - Giovanni Ventimiglia, que no fue investido con la señoría de Buscemi por encontrase en el exilio, por lo que la señoría recayó sobre su hermana Antonina. En aquel tiempo, tanto Gaspare II como su hijo Giovanni estaban acusados de ser los autores del homicidio del palermitano Francesco di Migluni. Pero Gaspare murió de muerte natural antes del proceso penal, y Giovanni se dio a la fuga, exiliándose en Malta.[59] El 15 de agosto de 1485,[60] la Regia Gran Corte ordenó al comisario Pedro de Cosenza tomar posesión del señorío de Buscemi, las tierras y el castillo, a nombre de la Regia Curia. Más tarde, con un privilegio del 18 de diciembre de 1485, en Alcalá de Henares, el rey Fernando el Católico ordenó la restitución del señorío a Catterina, viuda de Francesco y abuela del exiliado Giovanni, que legó en su nieta Antonina.[61][62] Más tarde, en 1504 su abuela Catterina Statella le legó la señoría de Passaneto.[63]
              - Antonina Ventimiglia, señora de Buscemi, con muerte sin descendencia.
              - Giulia Ventimiglia, tomó la investidura del señorío de Buscemi el 8 de diciembre de 1528 por la muerte de su hermana mayor.[64] Obtuvo sucesivamente una segunda investidura el 30 de diciembre de 1537 y, después de la muerte del marido (transcurrida en Messina el 25 de noviembre de 1537), también el título de I condesa de Buscemi.[65] Casó con Bernardo Requesens,[66][67] (†Messina, 25 de noviembre de 1537) III señor de Pantelleria. El féretro de Giulia se encuentra en el Duomo de Marsala, originalmente en la iglesia de la Madona della Cava.[68]

        - Antonio Ventimiglia
        - Eleonora Ventimiglia
- Nicolò "Nicoloso", murió en el 1326, en una batalla naval contra venecianos. Probablemente fue el barón de Caronia, posesión más tarde de su hija (y yerno Matteo Palizzi):
  - Eleonora Ventimiglia, murió exiliada en Pisa en el 1340, casada con Matteo Palizzi, señor de Mesina, conde de Novara y barón de Caronia, Castelluccio di Noto, Churca, Santa Lucia del Mela, Saponara, Porta di Randazzo y Tripi:  «...ciò erano que' della casa de' Palizzi i più possenti di Mesina..., Nuova Cronica, Giovanni Villani, Libro 13.»

## Línea de sucesión en el  condado de Geraci
| Predecesor: Alduino de Geraci | IX Conde de Geraci, maritale nómine (I titular de la casa de Ventimiglia) *1226?-+1308 | Sucesor: Alduino de Ventimiglia |